# Tristan MacManus
Tristan MacManus (Bray, 23 de julio de 1982) es un bailarín de salón y coreógrafo irlandés, famoso por sus participaciones como bailarín profesional en los programas de baile Dancing with the Stars y Strictly Come Dancing. En 2017, estuvo de gira con los Mrs Brown's Boys por el Good Mourning Mrs Brown Live 2017 interpretando a Elder Peach.

## Primeros años
MacManus comenzó a bailar en su ciudad natal de Bray, Condado de Wicklow, Irlanda, antes de comenzar a competir por toda Europa, ganando finalmente numerosas competiciones Junior, Juvenil y Amateur. Tristan fue educado en 2 Gaelscoileanna en Bray, comenzando en la escuela primaria Scoil Chualann y completando su educación secundaria en St Kilians.

## Carrera

### Carrera temprana
Después de aparecer en un crédito de baile desacreditado en la película de 2004, Ella Enchanted, él actuó en producciones teatrales a lo largo de toda Irlanda, más notablemente en la Corck City Opera House y en The Gaiety Theatre, incluyendo las producciones de Bryan Flynn de Oliver! y Aladdin, entre otras. Seguidamente, él se unió al tour británico de Simply Ballroom, y después de una exitosa gira por Londres y Las Vegas, se fue a Australia y Estados Unidos donde siguió de gira como bailarín con Burn The Floor y Floorplay.
Después de numerosas giras mundiales y de un año de enseñanza de bailes de salón y latinos en Boston, regresó a Europa para unirse al elenco de Dirty Dancing como el Capitán de Baile. Él entonces continuó haciendo un segundo trabajo en el West End de Londres.

### Dancing with the Stars
MacManus hizo su primera aparición en Dancing with the Stars en 2011 desde la temporada 12 como parte del cuerpo de baile. Fue promovido como bailarín profesional para la temporada 13 del programa, teniendo como pareja a la presentadora de HLN y fiscal Nancy Grace, siendo eliminados en la octava semana y terminando en el quinto puesto.
En 2012, para la temporada 14 fue emparejado con la cantante de soul Gladys Knight, siendo eliminado en la sexta semana y quedando en el octavo puesto. Para la temporada 15, una edición All-stars, fue emparejado con la modelo, actriz y concursante de la temporada 10, Pamela Anderson; la pareja fue la primera en ser eliminada de la competencia, terminando en el decimotercer puesto.
En 2013, fue emparejado con la patinadora olímpica Dorothy Hamill para la temporada 16, pero tuvieron que abandonar la competencia debido a que Hamill sufrió una lesión, siendo los primeros en irse y ubicándose en el duodécimo puesto; aun así, MacManus bailó durante la quinta y octava semana para acompañar a algunas de las parejas restantes. Para la temporada 17 tuvo como pareja a la actriz Valerie Harper, siendo la tercera pareja eliminada y quedando en el décimo puesto. Esta fue la última temporada en la que MacManus participó en el programa.
| Temporada | Pareja          | Puesto | Promedio |
| --------- | --------------- | ------ | -------- |
| 13        | Nancy Grace     | 5.º    | 21.30    |
| 14        | Gladys Knight   | 8.º    | 21.50    |
| 15        | Pamela Anderson | 13.º   | 17.00    |
| 16        | Dorothy Hamill  | 12.º   | 18.00    |
| 17        | Valerie Harper  | 10.º   | 18.50    |

- Temporada 13 con Nancy Grace

| Semana | Baile / Canción                                    | Puntajes de los jueces | Puntajes de los jueces | Puntajes de los jueces | Resultado        |
| Semana | Baile / Canción                                    | C. I.                  | L. G.                  | B. T.                  | Resultado        |
| ------ | -------------------------------------------------- | ---------------------- | ---------------------- | ---------------------- | ---------------- |
| 1      | Chachachá / «Cry Baby»                             | 5                      | 5                      | 6                      | Últimos salvados |
| 2      | Quickstep / «It Don't Mean a Thing»                | 6                      | 8                      | 7                      | Salvados         |
| 3      | Vals / «Moon River»                                | 7                      | 7                      | 7                      | Salvados         |
| 4      | Pasodoble / «Flash»                                | 7                      | 7                      | 7                      | Salvados         |
| 5      | Rumba / «True»                                     | 7                      | 7                      | 8                      | Salvados         |
| 6      | Foxtrot / «Always Look on the Bright Side of Life» | 9                      | 7                      | 8                      | Salvados         |
| 6      | Grupo de Broadway / «Big Spender» & «Money Money»  | Sin puntos extras      | Sin puntos extras      | Sin puntos extras      | Salvados         |
| 7      | Jive / «The Devil Went Down to Georgia»            | 7                      | 7                      | 7                      | Dos últimos      |
| 7      | Tango en equipo / «Disturbia»                      | 8                      | 7                      | 8                      | Dos últimos      |
| 8      | Tango / «The Naughty Lady of Shady Lane»           | 8                      | 8                      | 8                      | Eliminados       |
| 8      | Jive / «Upside Down»                               | 7                      | 6                      | 7                      | Eliminados       |

- Temporada 14 con Gladys Knight

| Semana | Baile / Canción                      | Puntajes de los jueces | Puntajes de los jueces | Puntajes de los jueces | Resultado       |
| Semana | Baile / Canción                      | C. I.                  | L. G.                  | B. T.                  | Resultado       |
| ------ | ------------------------------------ | ---------------------- | ---------------------- | ---------------------- | --------------- |
| 1      | Chachachá / «Best of My Love»        | 8                      | 7                      | 8                      | Sin eliminación |
| 2      | Quickstep / «Sir Duke»               | 7                      | 5                      | 7                      | Salvados        |
| 3      | Foxtrot / «Cupid»                    | 8                      | 8                      | 8                      | Salvados        |
| 4      | Tango / «Bohemian Rhapsody»          | 7                      | 6                      | 7                      | Salvados        |
| 5      | Samba / «Fiebre»                     | 7                      | 7                      | 8                      | Salvados        |
| 6      | Rumba / «My Girl»                    | 7                      | 7                      | 7                      | Eliminados      |
| 6      | Maratón de Motown / «Nowhere to Run» | 3 puntos extras        | 3 puntos extras        | 3 puntos extras        | Eliminados      |

- Temporada 15 con Pamela Anderson

| Semana | Baile / Canción                    | Puntajes de los jueces | Puntajes de los jueces | Puntajes de los jueces | Resultado  |
| Semana | Baile / Canción                    | C. I.                  | L. G.                  | B. T.                  | Resultado  |
| ------ | ---------------------------------- | ---------------------- | ---------------------- | ---------------------- | ---------- |
| 1      | Chachachá / «You Know I'm No Good» | 5.5                    | 5.5                    | 6.0                    | Eliminados |

- Temporada 16 con Dorothy Hamill

| Semana | Baile / Canción               | Puntajes de los jueces | Puntajes de los jueces | Puntajes de los jueces | Resultado       |
| Semana | Baile / Canción               | C. I.                  | L. G.                  | B. T.                  | Resultado       |
| ------ | ----------------------------- | ---------------------- | ---------------------- | ---------------------- | --------------- |
| 1      | Contemporáneo / «Tiny Dancer» | 7                      | 7                      | 7                      | Sin eliminación |
| 2      | Jive / «Chantilly Lace»       | 5                      | 5                      | 5                      | Abandonaron     |

- Temporada 17 con Valerie Harper

| Semana                                                                 | Baile / Canción                             | Puntajes de los jueces | Puntajes de los jueces | Puntajes de los jueces | Resultado       |
| Semana                                                                 | Baile / Canción                             | C. I.                  | L. G.                  | B. T.                  | Resultado       |
| ---------------------------------------------------------------------- | ------------------------------------------- | ---------------------- | ---------------------- | ---------------------- | --------------- |
| 1                                                                      | Foxtrot / «Some Kind of Wonderful»          | 7                      | 7                      | 7                      | Sin eliminación |
| 2                                                                      | Pasodoble / «Don't Let Me Be Misunderstood» | 6                      | 6                      | 7                      | Salvados        |
| 3                                                                      | Chachachá / «Grace Kelly»                   | 6                      | 5                      | 5                      | Salvados        |
| 4                                                                      | Vals vienés / «Carry On»                    | 6                      | 61                     | 6                      | Eliminados      |
| 1Puntaje dado por la juez invitada Julianne Hough en lugar de Goodman. |                                             |                        |                        |                        |                 |

### Strictly Come Dancing
En 2014, se reveló que MacManus se uniría a Strictly Come Dancing como bailarín profesional desde la serie 12 del programa, donde fue emparejado con la actriz de Mrs. Brown's Boys, Jennifer Gibney, siendo la segunda pareja eliminada y quedando en el decimocuarto puesto. En diciembre, participó en el especial de Navidad teniendo como pareja a la finalista de la serie 6, Rachel Stevens. En 2015, continuó para la serie 13 siendo pareja de la cantante Jamelia, con quien fue eliminado en la novena semana y quedaron en el octavo puesto. En 2016, MacManus abandonó el programa y no regresó para la serie 14.
| Temporada | Pareja          | Puesto | Promedio |
| --------- | --------------- | ------ | -------- |
| 12        | Jennifer Gibney | 14.º   | 18.33    |
| 13        | Jamelia         | 8.º    | 26.22    |

- Serie 12 con Jennifer Gibney

| Semana                                           | Baile / Canción                                  | Puntajes de los jueces | Puntajes de los jueces | Puntajes de los jueces | Puntajes de los jueces | Resultado       |
| Semana                                           | Baile / Canción                                  | C. R.                  | D. B.                  | L. G.                  | B. T.                  | Resultado       |
| ------------------------------------------------ | ------------------------------------------------ | ---------------------- | ---------------------- | ---------------------- | ---------------------- | --------------- |
| 1                                                | Jive / «Happy»                                   | 3                      | 5                      | 5                      | 5                      | Sin eliminación |
| 2                                                | Vals / «(You Make Me Feel Like) A Natural Woman» | 4                      | 5                      | 5                      | 5                      | Dos últimos     |
| 3                                                | Foxtrot / «Mamma Mia»                            | 3                      | 5/51                   | 5                      | 5                      | Eliminados      |
| 1Puntaje dado por el juez invitado Donny Osmond. |                                                  |                        |                        |                        |                        |                 |

- Serie 13 con Jamelia

| Semana | Baile / Canción                           | Puntajes de los jueces | Puntajes de los jueces | Puntajes de los jueces | Puntajes de los jueces | Resultado       |
| Semana | Baile / Canción                           | C. R.                  | D. B.                  | L. G.                  | B. T.                  | Resultado       |
| ------ | ----------------------------------------- | ---------------------- | ---------------------- | ---------------------- | ---------------------- | --------------- |
| 1      | Vals / «Do Right Woman, Do Right Man»     | 4                      | 6                      | 6                      | 5                      | Sin eliminación |
| 2      | Chachachá / «Don't Cha»                   | 4                      | 6                      | 5                      | 6                      | Dos últimos     |
| 3      | Salsa / «Heaven Must Be Missing an Angel» | 6                      | 7                      | 6                      | 6                      | Salvados        |
| 4      | Charlestón / «Straight Up»                | 8                      | 8                      | 8                      | 8                      | Salvados        |
| 5      | Foxtrot / «Because You Loved Me»          | 5                      | 7                      | 7                      | 7                      | Dos últimos     |
| 6      | Jive / «Time Warp»                        | 6                      | 6                      | 7                      | 7                      | Dos últimos     |
| 7      | Vals vienés / «Trouble»                   | 7                      | 7                      | 7                      | 7                      | Salvados        |
| 8      | Samba / «A Little Respect»                | 5                      | 7                      | 7                      | 7                      | Dos últimos     |
| 9      | Quickstep / «I'm a Believer»              | 7                      | 8                      | 8                      | 8                      | Eliminados      |

## Vida personal
MacManus está casado con la actriz australiana Tahyna Tozzi. Su compromiso fue anunciado por la hermana de Tahyna, Cheyenne, el 19 de abril de 2013 a través de Instagram. Se casaron el 25 de enero de 2014 en la Iglesia católica de St John Fisher Roman, Cronulla. El 5 de abril de 2016, su esposa Tahyna dio a luz a su hija llamada Echo Ìsolde. El 14 de marzo de 2019, MacManus anunció el nacimiento de su hijo Oisín Lír en Instagram.